# 日本ウイルス学会杉浦奨励賞
日本ウイルス学会杉浦奨励賞（にほんういるすがっかいすぎうらしょうれいしょう、Sugiura Award, The Japanese Society of Virology）は、同会の若手会員に授与する賞。すべての会員を対象にした賞の設置も期待されている。

## 概要
『日本ウイルス学会杉浦奨励賞』は、日本ウイルス学会員のウイルス学の研究に従事する若手研究者や医師の研究を奨励するため、毎年学会の総会において授与している。1992年に第一回の授与がおこなわれた。

## 受賞

### 日本ウイルス学会杉浦奨励賞
| 年度                 | 受賞者名・所属（氏名所属は受賞時）                   | 受賞理由                                                                                         |
| -------------------- | ---------------------------------------------------- | ------------------------------------------------------------------------------------------------ |
| 1992年（平成4年）    | 伊藤正恵（神戸大学）                                 | マウス病原性を支配するセンダイウイルス蛋白の同定とその機構の解析                                 |
| 1992年（平成4年）    | 後藤敏（名古屋大学）                                 | ウイルスの臓器向性を規定する組織プロテアーゼの研究                                               |
| 1993年（平成5年）    | 小池智（東京都臨床医学総合研究所）                   | ポリオウイルスレセプターの分子生物学的研究                                                       |
| 1993年（平成5年）    | 永田恭介（東京工業大学）                             | インフルエンザウイルスゲノムの転写・複製の分子機構                                               |
| 1994年（平成6年）    | 鶴見達也（名古屋大学）                               | Epstein-Barr ウイルスDNA ポリメラーゼ複合体の生化学的研究                                        |
| 1994年（平成6年）    | 松田道行（国立予防衛生研究所）                       | CT10 レトロウイルスの癌遺伝子v-crk とそのヒト相同遺伝子 CRK の機能解析                           |
| 1995年（平成7年）    | 松浦善治（国立予防衛生研究所）                       | C 型肝炎ウイルス遺伝子の発現と制御                                                               |
| 1995年（平成7年）    | 柳雄介（九州大学）                                   | 麻疹ウイルスの感染および免疫抑制機構に関する研究                                                 |
| 1996年（平成8年）    | 受賞者なし                                           |                                                                                                  |
| 1997年（平成9年）    | 加藤篤（東京大学医科学研究所）                       | センダイウイルス遺伝子操作系の確立と展開                                                         |
| 1997年（平成9年）    | 鈴木信弘（秋田県立農業短期大学附属生物工学研究所）   | イネ委縮ファイトレオウイルス(RDV)ゲノムの構造およびゲノムにコードされた蛋白質の機能              |
| 1997年（平成9年）    | 豊田哲也（久留米大学）                               | インフルエンザウイルスRNA ポリメラーゼの分子解剖                                                 |
| 1998年（平成10年）   | 清野透（愛知県がんセンター研究所）                   | 「高発がん性」ヒトパピローマウイルスE6 による発がん機構の研究                                    |
| 1999年（平成11年）   | 北村義浩（国立感染症研究所）                         | レトロウイルスの組み込み酵素に関する研究                                                         |
| 2000年（平成12年）   | 小原恭子（東京大学医科学研究所）                     | C 型肝炎ウイルスの病原性発現機序の解析                                                           |
| 2001年（平成13年）   | 川口寧（東京医科歯科大学難治疾患研究所）             | ヘルペスウイルス遺伝子発現制御因子の機能発現機構の解明                                           |
| 2002年（平成14年）   | 片野晴隆（国立感染症研究所）                         | ヒトヘルペスウイルス8 の感染病理学的研究                                                         |
| 2002年（平成14年）   | 朝長啓造（大阪大学微生物病研究所）                   | ボルナ病ウイルスの持続感染と病態機序に関する研究                                                 |
| 2003年（平成15年）   | 五藤秀男（東京大学医科学研究所）                     | A 型インフルエンザウイルスノイラミニターゼの新規機能に関する研究                                 |
| 2004年（平成16年）   | 櫻木淳一（大阪大学微生物病研究所）                   | 永年にわたる熱帯医学および学校保健に関する研究の功績が高く評価された                             |
| 2005年（平成17年）   | 高田礼人（北海道大学人獣共通感染症リサーチセンター） | 永年にわたる熱帯医学および学校保健に関する研究の功績が高く評価された                             |
| 2006年（平成18年）   | 佐々木潤（藤田保健衛生大学）                         | アイチウイルスの複製機構の解析                                                                   |
| 2006年（平成18年）   | 下島昌幸（東京大学医科学研究所）                     | ネコ免疫不全ウイルスの感染指向性に関する研究                                                     |
| 2006年（平成18年）   | 竹田誠（九州大学）                                   | 麻疹ウイルス遺伝子操作系の確立と複製および病原性発現の分子基盤の解析                             |
| 2007年（平成19年）   | 新矢（田中）恭子（鳥取大学）                         | インフルエンザウイルスの宿主適応機序解明に関する研究                                             |
| 2007年（平成19年）   | 渡士幸一（京都大学ウイルス研究所）                   | ケミカルバイオロジーを利用した C 型肝炎ウイルス細胞内動態の解析                                  |
| 2008年（平成20年）   | 大岡静衣（東京大学大学院医学系研究科）               | ポリオウイルスの体内伝播機構解析                                                                 |
| 2008年（平成20年）   | 野田岳志（東京大学医科学研究所）                     | ウイルス粒子形成機構の電子顕微鏡解析                                                             |
| 2009年（平成21年）   | 入江崇（広島大学）                                   | エンベロープウイルスの粒子形成・出芽機構の解析                                                   |
| 2010年（平成22年）   | 谷英樹（大阪大学微生物病研究所）                     | ウイルスベクターの開発とウイルスの感染機構解析への応用                                           |
| 2010年（平成22年）   | 松山州徳（国立感染症研究所）                         | コロナウイルス細胞侵入機構の解明                                                                 |
| 2011年（平成23年）   | 阿部隆之（大阪大学微生物病研究所）                   | ウイルス感染による宿主自然免疫応答の解析と感染制御への応用                                       |
| 2011年（平成23年）   | 佐藤賢文（京都大学ウイルス研究所）                   | HTLV-1 bZIP Factor 遺伝子による HTLV-1 病原性発現機構の解析                                      |
| 2011年（平成23年）   | 西村順裕（国立感染症研究所）                         | エンテロウイルス71 の感染機構に関する研究                                                        |
| 2012年（平成24年）   | 有田峰太郎（国立感染症研究所）                       | 抗エンテロウイルス化合物群の探索とそのウイルス感染阻害機構の解析                                 |
| 2012年（平成24年）   | 河本聡志（藤田保健衛生大学）                         | ロタウイルス遺伝子操作系の開発とそれを用いた外殻スパイク蛋白質 VP4の解析                         |
| 2013年（平成25年）   | 村田貴之（愛知県がんセンター研究所）                 | EB ウイルス潜伏感染と再活性化の制御機構                                                          |
| 2013年（平成25年）   | 米田美佐子（東京大学医科学研究所）                   | パラミクソウイルスの病原性発現機序とワクチン開発の研究                                           |
| 2014年（平成26年）   | 一戸猛志（東京大学医科学研究所）                     | インフルエンザウイルス認識機構とワクチン開発に関する研究                                         |
| 2014年（平成26年）   | 鈴木忠樹（国立感染症研究所）                         | JCウイルスのチャネルタンパク質ビロポリンに関する研究                                             |
| 2014年（平成26年）   | 本田知之（京都大学ウイルス研究所）                   | ボルナ病ウイルスの神経病原性に関する研究                                                         |
| 2015年（平成27年）   | 加藤哲久（東京大学医科学研究所）                     | 単純ヘルペスウイルス1型 Us3プロテインキナーゼによる病態発現機構の解明                            |
| 2015年（平成27年）   | 佐藤佳（京都大学ウイルス研究所）                     | ヒト化マウスモデルを用いたウイルス感染病態の解明                                                 |
| 2015年（平成27年）   | 高橋忠伸（静岡県立大学）                             | インフルエンザウイルスが結合する糖鎖分子の機能解明                                               |
| 2016年（平成28年）） | 岡本徹（大阪大学微生物病研究所）                     | 肝炎ウイルスと相互作用する宿主因子の解析                                                         |
| 2016年（平成28年）） | 川口敦史（筑波大学）                                 | インフルエンザウイルスゲノムの細胞内動態を制御する宿主因子の研究                                 |
| 2016年（平成28年）） | 橋口隆生（九州大学）                                 | マイナス鎖RNA ウイルスの細胞侵入と抗体による中和の研究                                           |
| 2017年（平成29年）   | 福原崇介（大阪大学微生物病研究所）                   | C 型肝炎ウイルスの感染指向性に関する研究                                                         |
| 2017年（平成29年）   | 山吉誠也（東京大学医科学研究所）                     | RNA ウイルスの増殖過程に寄与する宿主蛋白質の機能解析                                             |
| 2017年（平成29年）   | 好井健太朗（北海道大学）                             | ダニ媒介性フラビウイルスの病原性発現機序に関する研究                                             |
| 2018年（平成30年）   | 有井潤（東京大学医科学研究所）                       | 単純ヘルペスウイルスの細胞侵入および粒子形成過程の解明                                           |
| 2018年（平成30年）   | 石橋和大（農業・食品産業技術総合研究機構）           | 植物のウイルス防御機構に関する研究                                                               |
| 2018年（平成30年）   | モイ・メンリン（長崎大学熱帯医学研究所）             | デングウイルスに対するワクチン・治療法の開発のための評価系構築とそれを用いた発症メカニズムの解析 |
| 2019年（令和元年）   | 浦田秀造（長崎大学熱帯医学研究所）                   | 高病原性ウイルスの増殖機構の解明及びその創薬への応用                                             |
| 2019年（令和元年）   | 佐藤好隆（名古屋大学）                               | Epstein-Barr ウイルス溶解感染における細胞内環境変化に関する研究                                  |
| 2019年（令和元年）   | 杉田征彦（大阪大学）                                 | マイナス鎖RNA ウイルスの構造に関する研究                                                         |
| 2020年（令和2年）    | 加藤大志（国立感染症研究所）                         | ムンプスウイルス増殖に関わる宿主因子の機能解析                                                   |
| 2020年（令和2年）    | 小林進太郎（北海道大学）                             | ウエストナイルウイルスの脳炎病態の形成機構の解明                                                 |
| 2020年（令和2年）    | 山本浩之（国立感染症研究所）                         | サル免疫不全ウイルス複製に対する中和抗体のin vivo 防御機序の解析                                 |
| 2021年（令和3年）    | 岩崎正治（大阪大学微生物病研究所）                   | マイナス鎖RNA ウイルスの増殖分子機構の解明とワクチン開発への応用                                 |
| 2021年（令和3年）    | 佐々木道仁（北海道大学）                             | 動物由来ウイルスの探索および性伏解析                                                             |
| 2021年（令和3年）    | 古瀬祐気（京都大学医生物学研究所）                   | 実地・実験・理論にもとづくウイルス感染症の包括的理解                                             |
| 2022年（令和4年）    | 白銀勇太（九州大学）                                 | RNA ウイルスの病原性・進化・集団内相互作用                                                       |
| 2022年（令和4年）    | 松野啓太（北海道大学）                               | ダニ媒介性ブニヤウイルスの研究                                                                   |
| 2023年（令和5年）    | 伊東潤平（東京大学医科学研究所）                     | データ駆動アプローチによるウイルスの進化および流行原理の解明                                     |
| 2023年（令和5年）    | 浦木隆太（国立国際医療研究センター）                 | RNA ウイルスの病原性解析と新規予防法の開発                                                       |
| 2023年（令和5年）    | 松本祐介（鹿児島大学）                               | マイナス鎖RNA ウイルスのゲノム複製基盤に関する研究                                               |
| 2024年（令和6年）    | 石井洋（国立感染症研究所）                           | 動物モデルを用いたウイルス複製と宿主免疫反応との相互作用の解明およびワクチン開発への応用         |
| 2024年（令和6年）    | 田村友和（北海道大学）                               | プラス鎖RNA ウイルスの病原性と組織指向性に関する研究                                             |
| 2024年（令和6年）    | 渡辺崇広（名古屋大学）                               | 多元的手法を用いたEpstein-Barr ウイルスの病原因子の探索と機能解析                                |